# 吕克·皮洛
吕克·皮洛（法語：Luc Pillot，1959年7月10日—），法国男子帆船运动员。他曾代表法国参加1984年和1988年夏季奥林匹克运动会帆船比赛，共获得一枚金牌和一枚铜牌。